# Color of Soul
Singles de Kumi Kōda
Trust Your Love
(2001) So Into You
(2002)
Color of Soul est le 3e single de Kumi Kōda sorti sous le label Rhythm Zone le 3 octobre 2001 au Japon. Il atteint la 29e place du classement de l'Oricon. Il se vend à 6 210 exemplaires la première semaine, et reste classé pendant 3 semaines, pour un total de 12 780 exemplaires vendus.
Color of Soul se trouve sur l'album Affection, sur la compilation Best: First Things et sur l'album remix Koda Kumi Driving Hit's.

## Liste des titres
| 1. | Color of Soul                                   | Natsumi Watanabe | Miki Watanabe | 4:29 |
| 2. | It's Too Late                                   | Kumi Kōda        | Tetsurō Oda   | 5:57 |
| 3. | Trust Your Love (Hex Hector Japanese Radio Mix) |                  |               | 3:09 |
| 4. | Trust Your Love (Blackwatch Remix)              |                  |               | 7:52 |
| 5. | Color of Soul (Instrumental)                    |                  |               | 4:29 |
| 6. | It's Too Late (Instrumental)                    |                  |               | 5:55 |